# Coenosia pumila
Coenosia pumila este o specie de muște din genul Coenosia, familia Muscidae. A fost descrisă pentru prima dată de Fallen în anul 1825. Conform Catalogue of Life specia Coenosia pumila nu are subspecii cunoscute.